# Ferdinand Foch
Ferdinand Foch (Tarbes, 2. listopada 1851. – Pariz, 20. ožujka 1929. ) je francuski general i maršal iz Prvoga svjetskoga rata. Postao je vrhovni zapovjednik savezničkih snaga 26. ožujka 1918. Zalagao se za postavljanje teških mirovnih uvjeta Njemačkoj da bi se Njemačka onesposobila da predstavlja ponovo prijetnju Francuskoj. Nezadovoljan Versajskim sporazumom rekao je: 

## Rani život
Rođen je u Tarbesu u Francuskoj. Tu je pohađao školu, a isusovački koledž je pohađao u St. Ettienu. Njegov brat je bio isusovac. Služio je 1870. u 4. pješadijskoj regimenti tijekom Francusko-pruskoga rata. Nakon rata odlučio je ostati u vojsci. Upisao je 1871. Politehničku školu, koju je završio 1873. i postao je topnički časnik. Višu vojnu akademiju je završio 1887. i tu je predavao od 1895. do 1900.

## Predavač na vojnoj akademiji
Kasnije su o njemu rekli da je bio najoriginalniji vojni mislilac generacije. Bio je poznat po kritičkim analizama Francusko-pruskog rata i Napoleonskih ratova. Kao predavač na višoj vojnoj akademiji doprinio je intelektualnoj i moralnoj regeneraciji francuske vojske. Ključna misao njegove vojne doktrine je sadržana u tome, da je prvi uvjet pobjede volja da se osvoji. Zbirka njegovih predavanja je objavljena u dvije knjige. " Des Principes de la Guerre" ("Principi rata") iz 1903., i " De la Conduite de la Guerre " ("O vođenju rata") iz 1904. Tim djelima je ponovo uveo koncept ofenzive u francusku vojnu teoriju. Nažalost njegove koncepte su drugi iskrivili, jer ih nisu najbolje razumijevali, tako da je kult ofenzive počeo dominirati vojnim krugovima. Fochova knjiga je čak citirana pri razvoju Plana XVII, francuske strategije rata s Njemačkom. Taj plan je zamalo doveo Francusku do poraza 1914. Foch je 1903. postao pukovnik, 1907. general major, 1911. general potpukovnik, a 1913. general pukovnik.

## Foch i Prvi svjetski rat
Na početku rata zapovijedao je XX. korpusom, koji je bio dio druge armije generala  de Castelnaua. Njegov korpus je nakon teških žrtava napredovao 14. kolovoza prema liniji Sarrebourg-Morhange. Poraz XV. korpusa s njegove desne strane natjerao ga je u povlačenje. Povukao se do Nancya i uspio je krenuti u protunapad i spriječiti Nijemce da prijeđu rijeku Meurthe. Posle toga postao je zapovjednik devete armije tokom Prve bitke na Marni i poslije nje. Samo sedam dana nakon preuzimanja zapovjedništva nad devetom armijom morao je voditi niz obrambenih bitaka, da se spriječi njemački prodor. I kad je bio napadan od jačeg protivnika, kretao je u kontranapade, koji su bili primjena teorija, koju je razvijao dok je bio predavač na Vojnoj akademiji. Na taj način je uspijevao zaustaviti njemačko napredovanje. Kada je Foch dobio pojačanja od pete armije ponovo je izvršio kontranapad kod Marne. Nijemci su se ukopali prije povlačenja. On je bio jedan od ključnih generala koji su zaustavili veliko povlačenje i stabilizirali savezničke pozicije.
Zbog uspješnog zapovijedanja 4. listopada je postao zamjenik glavnog zapovjednika, s odgovornošću za sjeverni front. Kada su Nijemci napali 13. listopada 1914. skoro su probili britanske i francuske linije. Ponovo su pokušali krajem listopada tijekom Prve bitke kod Ypresa, ali su pretrpjeli teške gubitke. Foch je ponovo uspješno koordinirao obranu i napad. U listopadu 1914. postao je zajednički zapovjednik s generalom Joffreom. Tijekom 1915. zapovijedao je ofenzivom, koja je dovela do Bitke kod Artoisa. Tijekom 1916. zapovijeda tijekom bitke na Sommi. Kritizirali su ga zbog taktike i velikih savezničkih gubitaka tijekom tih bitaka. On i general Joffre su smijenjeni. Poslan je u Italiju. Samo nekoliko mjeseci kasnije, poslije neuspjeha generala Robera Nivellea, postao je načelnik glavnog stožera .
Postao je vrhovni zapovjednik savezničkih snaga 26. ožujka 1918. Dobio je zadatak da koordinira aktivnosti savezničkih vojski. Iako je u početku bio iznenađen njemačkom ofenzivom, Foch je spriječio napredovanje njemačkih snaga tijekom velike Proljetne ofenzive 1918. Njemačko napredovanje je spriječeno Drugom bitkom na Marni u srpnju 1918. Foch je 6. kolovoza 1918. imenovan maršalom Francuske. Zajedno s britanskim zapovjednikom, maršalom  Haigom, Foch je planirao Veliku ofenzivu, koja je počela 26. rujna 1918., a dovela je do njemačkog poraza. Prihvatio je 11. studenog 1918. njemačku kapitulaciju.

## Pariška mirovna konferencija
U siječnju 1919. na Pariškoj mirovnoj konferenciji Foch je predstavio svoj memorandum u kome je naveo da:
Rajna treba biti zapadna vojna granica Njemačke. Njemačka treba biti lišena teritorijalnoga suvereniteta na lijevoj strani Rajne, da bi bila spriječena da vrši laku invaziju preko Belgije. Osim toga Foch se založio da saveznici trebaju iskoristiti pobjedu da trajno oslabe njemačku vojnu moć i spriječe napade na Francusku u budućnosti.
Smatrao je da poražena Njemačka ne može dopustiti obnavljanje sukoba, pa zato mora prihvatiti mirovne uvjete, kakvi joj budu izdani.Međutim britanski premijer David Lloyd George i američki predsjednik Woodrow Wilson nisu se složili da se Porajnje oduzme Njemačkoj, nego su se složili s vojnom okupacijom na 15 godina, što je Foch smatrao nedovoljnim da se zaštiti Francuska. Foch je bio nezadovoljan Versajskim sporazumom, koga je smatrao kapitulacijom i izdajom. Nakon potpisivanja Versajskog sporazuma rekao je "Ovo nije mir. Ovo je primirje na dvadeset godina."

## Djela
- Des Principes de la Guerre ("Principi rata") (1903.)
- De la Conduite de la Guerre ("O vođenju rata") (1904.)
- Mémoires pour servir à l’histoire de la guerre 1914. – 1918. (Fochovi memoari, postumno, 1931.)

## Vanjske poveznice
- Foch i kult ofenzive
- Biografija na FirstWorldWar.com
- Fochova biografija na francuskome na stranici besmrtnih iz Académie française